# Durgadahalli, Tumkur
Durgadahalli là một làng thuộc tehsil Tumkur, huyện Tumkur, bang Karnataka, Ấn Độ.